# Women of Ireland (skladba)
„Women of Ireland“ je instrumentální skladba britského multiinstrumentalisty Mika Oldfielda. Vydána byla jako jeho třicátý sedmý singl na podzim 1997 a v britské hudební hitparádě se umístila nejlépe na 70. místě.
Instrumentální skladba „Women of Ireland“ pochází z Oldfieldova „keltského“ alba Voyager vydaného v roce 1996. Její původ je ale mnohem starší, neboť se původně jedná irskou lidovou píseň „Mná na hÉireann“, Oldfieldem pouze upravenou. Singl „Women of Ireland“ se skládá ze dvou samostatných disků. Na prvním z nich se kromě skladby „Women of Ireland“ nachází ještě její remix a také Oldfieldova instrumentálka „Mike's Reel“. Druhé CD obsahuje čtyři různé remixy „Women of Ireland“.

## Seznam skladeb
CD 1
1. „Women of Ireland (Lurker Edit)“ (tradicionál, remix: Henry Jackman a George Shilling) – 3:37
2. „Women of Ireland (Album Version)“ (tradicionál, aranžmá: Oldfield) – 6:27
3. „Mike's Reel“ (Oldfield) – 3:51

CD 2
1. „Women of Ireland (Lurker Edit)“ (tradicionál, aranžmá: Oldfield, remix: Henry Jackman a George Shilling) – 3:37
2. „Women of Ireland (System 7 12" Mix)“ (tradicionál, aranžmá: Oldfield, remix: System 7) – 9:00
3. „Women of Ireland (12" Lurker Mix)“ (tradicionál, aranžmá: Oldfield, remix: Henry Jackman a George Shilling) – 9:08
4. „Women of Ireland (Transient Mix)“ (tradicionál, aranžmá: Oldfield, remix: Henry Jackman a George Shilling) – 9:37